# Mauvezin-de-Prat
 Mauvezin-de-Prat  là một xã ở tỉnh Ariège, thuộc vùng Occitanie ở phía tây nam nước Pháp.